# Isla Grande (Bolivia)
Isla Grande es una isla fluvial boliviana ubicada en las aguas del río Iténez, dentro de la provincia de Mamoré en el departamento del Beni. 
La isla tiene una superficie de 13,4 kilómetros cuadrados, aunque esta puede variar cuando el río crece, tiene una superficie inundada en la parte interior por lo cual es una isla pantanosa.